# UFC 60
UFC 60: Hughes vs. Gracie foi um evento de artes marciais mistas promovido pelo Ultimate Fighting Championship, ocorrido em 27 de maio de 2006, no Staples Center, em Los Angeles, nos Estados Unidos. A luta principal foi entre Matt Hughes e Royce Gracie.

## Ligações Externas
- Página oficial do UFC